# ATC kód J02
ATC kód J02 Antimykotika pro systémové užití je hlavní terapeutická skupina anatomické skupiny J. Protiinfekční léčiva pro systémové použití.

## J02A Antimykotika pro systémové užití

### J02AA Antimykotická antibiotika
J02AA01 Amfotericin

### J02AB Imidazolové deriváty
J02AB02 Ketokonazol

### J02AC Triazolové deriváty
J02AC01 Flukonazol
J02AC02 Itrakonazol
J02AC03 Vorikonazol
J02AC04 Posakonazol

### J02AX Jiná antimykotika pro systémové užití
J02AX04 Caspofungin

## Poznámka
- Registrované léčivé přípravky na území České republiky.
- Informační zdroj: Státní ústav pro kontrolu léčiv, Všeobecná zdravotní pojišťovna.